# MemoQ
memoQ是一款可以在Microsoft Windows上运行的专有電腦輔助翻譯（CAT）軟體套裝。它由2004年成立的翻译管理软件提供商——匈牙利软件公司Kilgray Fordítástechnológiai Kft（Kilgray Translation Technologies）开发，并在2012年和2013年被称为翻译技术行业发展最快的公司之一。memoQ为桌面、客户端/服务器和网络应用环境提供翻譯記憶、术语、机器翻译集成和参考资料信息管理。

## 与其他CAT工具的互操作性

### 交换格式
memoQ支持多种双语交换格式进行审阅和翻译：
- 以XLIFF配合其他环境，具有专有（可选）的扩展功能，可以向同一软件的用户提供额外信息
- 简单的“双语DOC”格式，与旧的Trados Workbench和Wordfast Classic格式基本兼容。但是，如果使用时没有严格注意，这些文件容易损坏。
- 一种强大的双语RTF表格式，可以过滤翻译员或审阅者的评论，以多种方式进行审查，翻译或提供反馈。这种格式简化了不使用计算机辅助翻译工具的人进行参与，可以在任何能读取RTF文件文字处理软件中进行翻译或文本或注释的评论。此方法最初由Atril的Déjà Vu研发，并在多年来被其他许多环境采用。